# タグルアト
- クローバーフィールド/HAKAISHA > タグルアト 10 クローバーフィールド・レーン > タグルアト クローバーフィールド・パラドックス > タグルアト

タグルアト社（Tagruato Corporation）とは、バッド・ロボット・プロダクションズ製作の映像作品に登場する架空の企業である。
2008年1月7日、映画『クローバーフィールド/HAKAISHA』のプロモーションとしてYouTubeに投稿された『謎の映像』により、その名が知れ渡るようになった。

## 設定概要
正式名称、タグルアト石油。短期間で急成長を遂げた日本の石油関連企業であると同時に、多様な業種の子会社を傘下に持つ大企業グループである。本来得意とする基幹事業は海底掘削であったが、21世紀現在はその副産物として得られた化学物質「海底の蜜」を主原料とする清涼飲料水『Slusho!』の発売元として世に名が知られている。しかし、その経営実態は不明瞭であるとされている。
2007〜2016年現在、CEOは吉田ガヌ。「吉田」姓は母方の祖父である農業経営者リョウタから3代にわたり受け継がれているが、その理由が語られているメディアはない。ガヌは亡き母吉田ノリコの遺志を継いで、世界一おいしいドリンクを作り世界に送り出すこと、及び、宇宙の星々にまで手を伸ばすこと等を目下の目標として公表している。ノリコは幼い頃から無類の清涼飲料愛飲家であり、毎食のその無限ともいえるガブ飲みぶりにより、就学期にはクラスメートから「小さなクジラ」と呼ばれていた。ある日、ノリコは究極の調味料を求めて海底探査に向かったが、『Slusho!』公式サイトの解説に、「悲劇がおきた」、「彼女はたった一人の息子を置いていってしまった」、「（ガヌの）母を殺した清涼飲料開発研究」、「（ガヌは）辛さから、清涼飲料事業をいとこに放り渡した」などと、探査中彼女が事故等で死を遂げた事を示唆する記載がある。

## 沿革
1945年：前身『力の手』社がポリネシアからの移民であるタグルアト・カンタロウにより設立される。
非鉄鉱業から始まり、重工業、石油化学工業など多角的に展開し、大きく成長した。
1980年代後半：構造不況による収益の伸び悩みと重大なスキャンダルにより業績が悪化し、『力の手』社が破産。
1989年頃：株を買占めた吉田ガヌがCEOとなり、彼が持っていた深海掘削技術で同社を再建。初代社長の名である『タグルアト』に商号を変更。
年不明：瀬戸内海に初の海底掘削ステーション「ジンム(Jinmu)」を建設。
年不明：宇宙開発から武器開発まで行う重工業会社「ボールド・フツラ(Bold Futura)」設立。
年不明：医薬研究組織「ヨシダ・メディカル・リサーチ(Yoshida Mediacal Research)」設立。
年不明：清涼飲料水ブランド『SLUSHO!』設立。
年不明：パラフィン製造会社「パラフィン!・ワックス・ディストリビュータース(ParafFUN! WAX DISTRIBUTORS)」設立。
2007年：北大西洋沖にて稼働中の第14油田、「チュウアイ(Chuai)」海底掘削ステーションが崩壊（詳細は下記を参照のこと）。
2018年：東京本社公式サイトに原因不明のアクセス障害が発生。各種情報が閲覧不能となる。

## 動画内での出来事
12月27日（外部リンクの事故報道の映像には2007/12/27と言う表示が見られる）に北大西洋に所有する海底掘削施設「チュウアイ」の海上石油掘削装置が、作業員を装った武装グループにより爆破された。現場作業員7名（内訳は日本人2名、国籍不明5人）が行方不明、やぐらは完全に崩壊と言う甚大な被害が出た。これに関しタグルアト公式発表は遅れに遅れ、事故発生から1週間も経ってから（2008年1月3日）外部からの追求でやっと行われた。しかも、「全員避難、死傷者なし」と発表したかと思えば、その直後書面では「日本人従業員が2名行方不明」と記したりと、世論の不審を買う物だった。加えて、公表された映像の施設は自社のチュウアイステーションのものではないとしている。
また当時、近隣をニューヨークに向かって航行中だったノルウェー船籍船ハブ・ビント号が行方不明となっている。
動画で実際に映し出されている映像では、やぐらは脚が海中で破壊されて横転、その構造物全体が海中に没する。しかし、脱出しボートで施設を後にする職員らの背後で、没したはずの施設が何らかの力で細切れの残骸、破片の状態で次々に空中高く吹き上げられ、その中の一つであるトラス構造物が脱出者のボートを直撃した。
しかしメディア機関が入手した現場を捕らえた三番目の携帯カメラによる映像に映された武装グループの服の胸にはタグルアトのロゴが確認でき、また避難者が使用したボートがミサイルで迎撃されているように思われている。
タグルアトは後にこの事件を環境保護圧力団体『ティド・ウェーブ』によるものと匂わせている。

## その他
- 2009年2月、第43回スーパーボウル中継時に流れた劇場版『スター・トレック』（2009年版）の予告編において、タグルアトのロゴマークを掲げたビルの存在が話題となる[4]。また、本編においてはバーのシーンでメニューに記載されている『Slusho!』が登場する。なお、同作の監督であるJ.J.エイブラムスは一連の作品群（英語版）においてプロデューサーを務めているが、このビルの存在が何を意味するのかは今のところ明かされていない。